# Электрод

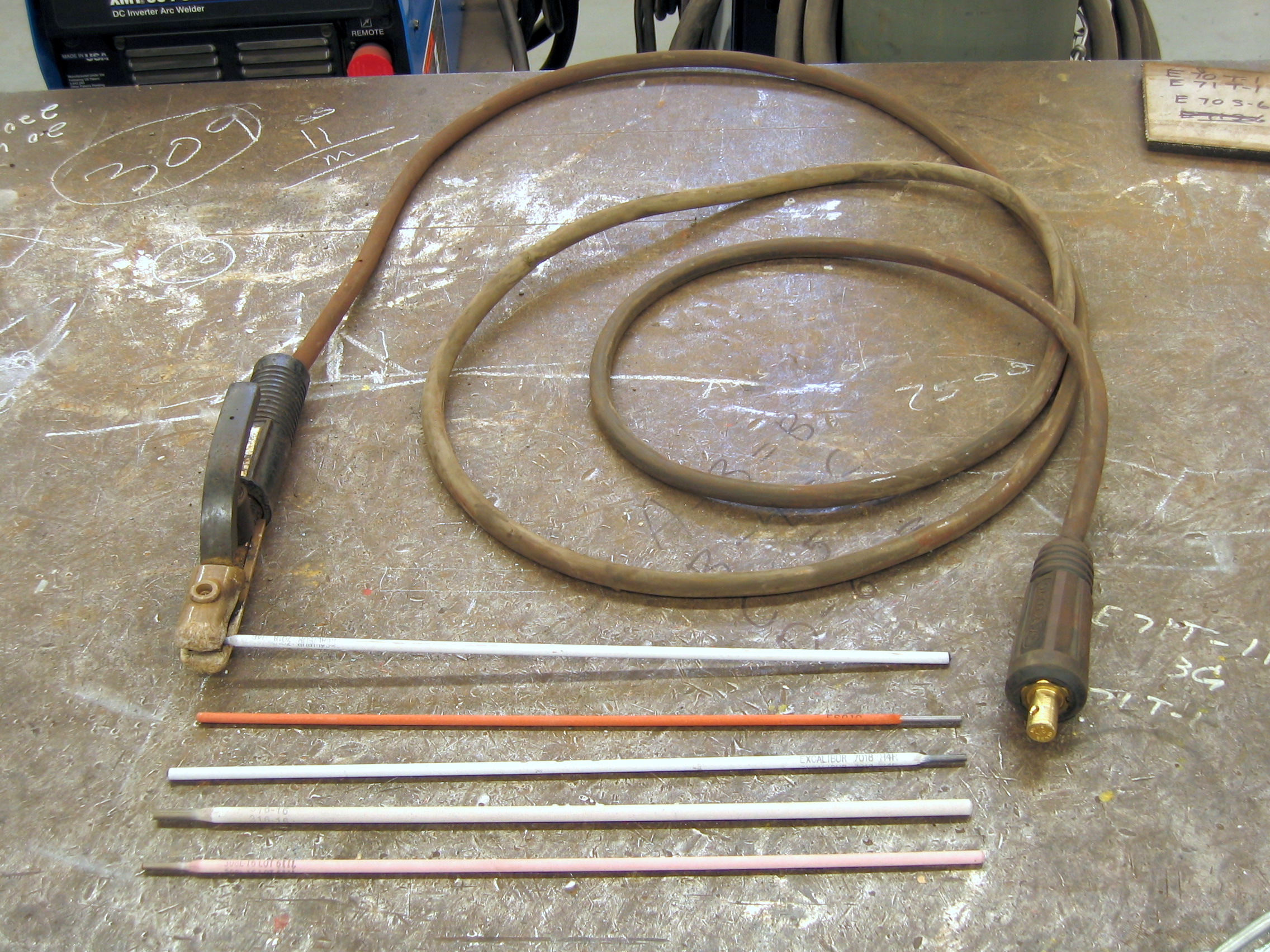
Электроды, используемые в дуговой сварке

Электро́д (от «электро…» и греч. ὁδός — «дорога, путь») — электрический проводник, имеющий электронную проводимость (проводник 1-го рода) и находящийся в контакте с ионным проводником — электролитом (ионной жидкостью, ионизированным газом, твёрдым электролитом).
Важнейшей характеристикой электродов является электродный потенциал, устанавливающийся на границе электрод/электролит.

## Анод и катод в электрохимических ячейках

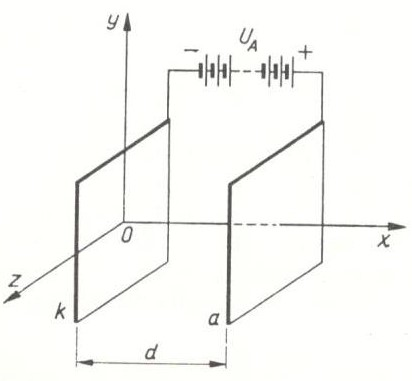
Конфигурация электрода

Электрод в электрохимической ячейке называется анодом или катодом (термины, придуманные Уильямом Уэвеллом по просьбе Майкла Фарадея). Анод определяется как электрод, на котором электроны покидают ячейку, и происходит окисление (обозначается знаком «плюс» — «+»), а катод — это электрод, на котором электроны поступают в ячейку и происходит восстановление (обозначается знаком «минус» — «-»). Каждый электрод может стать либо анодом, либо катодом в зависимости от направления тока через элемент. Биполярный электрод — электрод, который функционирует как анод одной ячейки и катод другой ячейки.

## Применения
В электронике электрод — проводник, посредством которого часть электрической цепи, образуемая проводами (дорожками), соединяется с частью цепи, проходящей в неметаллической среде.
В электрохимии — часть электрохимической системы, включающая в себя проводник и окружающий его раствор (например, водородный электрод, хлорсеребряный электрод, электрод сравнения, стеклянный электрод). Системы двух различных электродов могут использоваться как химические источники тока, а при пропускании через такие системы постоянного тока — в качестве электролизёров.
Из других сфер использования можно назвать сварочный электрод, печной электрод, электрод в электроэнцефалографии.